# Azões
Azões is een plaats (freguesia) in de Portugese gemeente Vila Verde en telt 343 inwoners (2001).